# Gustavo Ramos Arjona

Gustavo Ramos Arjona (30 de octubre) es un político y abogado colombiano. Fue Diputado del departamento del Tolima y representante a la Cámara del departamento del Tolima por el Partido Liberal. Dirige el programa radial democracia en acción en la estación radial Ecos del Combeima.

## Biografía
Está casado con Nidia García. Es abogado, ha hecho parte del directorio del Partido Liberal en el departamento del Tolima en el grupo del exdirigente liberal Alberto Santofimio. Fue candidato a la Cámara en las elecciones de 1994 pero su aspiración no prosperó. Renunció a la Cámara de Representantes en medio de denuncias por la contratación de la esposa de su hijo en su Unidad de Trabajo Legislativo. Como político se ha mostrado a favor del aborto y de las uniones entre parejas del mismo sexo.
Cuando fue diputado a la asamblea del Tolima fue calificado como uno de los diputados que más falló a las sesiones en la Asamblea departamental. Hizo parte de la mesa directiva de la Confederación Nacional de Transporte Urbano (Conaltur). En el año 2009 Ramos renunció al Partido Liberal para hacer parte del Partido de la U. La fiscalía 13 perteneciente a la unidad de delitos contra el Patrimonio, el 20 de octubre de 1998 le dictó medida de aseguramiento cuando era candidato a la Cámara de Representantes.

## Controversias

### Traslado de dineros

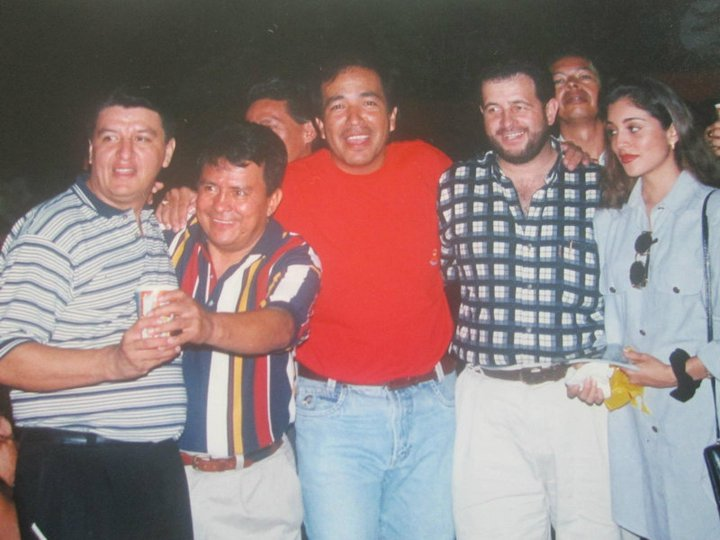
Gustavo Ramos Arjona y Pompilio Avendaño.

Propietarios de busetas afiliadas a la Cooperativa de Transporte Urbano, Cotoltrán, denunciaron a Ramos Arjona por trasladar dineros de un fondo de la Cooperativa a una cuenta personal, sin autorización de los asociados. Se trataba de un fondo denominado Dafuturo , que fue creado para pagar los daños de los vehículos, lesiones o indemnizaciones ocasionadas por los accidentes de los buses y busetas afiliadas a Cotoltrán.
Cuando los directivos se dieron cuenta del millonario traslado se quejaron ante Gustavo Ramos, quien reintegró el dinero posteriormente. La Fiscalía Tercera delegada ante el Tribunal Superior confirmó una medida de aseguramiento consistente en caución prendaria Ramos Arjona, por el supuesto delito de abuso de confianza. Ramos Arjona argumentó que todo se debía a una equivocación del banco que trasladó ese dinero a una de sus cuentas pero la Fiscalía probó dentro del proceso que fue el propio dirigente liberal quien autorizó dicho traslado.
El Proceso fue archivado por el juzgado de conocimiento por no encontrarse el presunto abuso de confianza ya que el demandando demostró que dicho traslado se realizó entre cuentas del mismo Gustavo Ramos, con el beneplácito del gerente del Banco del Estado, ALVARO MARÍN (octubre de 1995).

### Controversias familiares

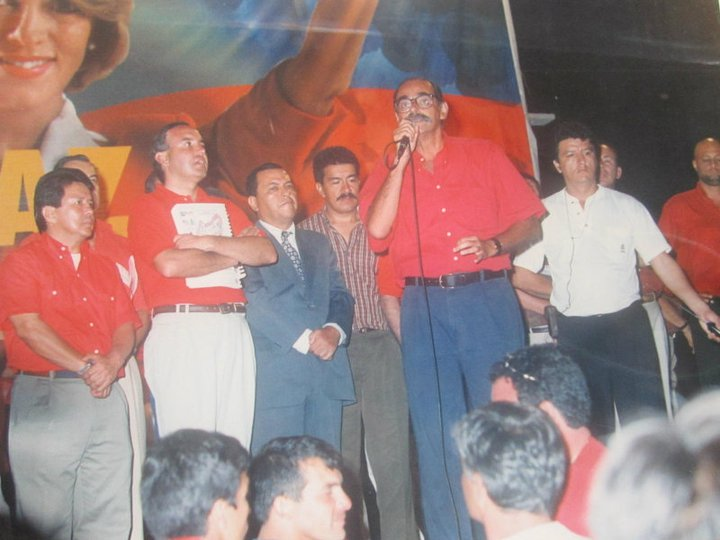
Gustavo Ramos Arjona, Mauricio Jaramillo Martínez y el entonces candidato a la presidencia Horacio Serpa.

Un hombre había accionado una pistola nueve milímetros en el Estadero La Fonda del Camino. Uno de los proyectiles que salió del arma penetró el cuerpo de Helbert Ardila Ospina, pero luego atravesó el cuello del joven Sánchez quien murió. El arma que accionó el homicida pertenecía a Andrey Gustavo Ramos, hijo de Gustavo Ramos Arjona. No era la primera vez que Andrey Ramos se veía envuelto en este tipo de actos marcados por la agresividad y la violencia.
Dentro de las primeras versiones recogidas por la Fiscalía existen testimonios que señalan a Ramos como la persona que le pasó el arma al homicida, Diego Hernán Rodríguez Balaguera. Rodríguez Balaguera trabaja como conductor del concejal Ramos y estuvo recluido en la Cárcel La Modelo de Bogotá por tráfico de estupefacientes.